# ESIEE Paris
ESIEE Paris è una grande école di ingegneria situata a Marne-la-Vallée. La scuola fu creata nel 1904 con il nome di École Breguet.
ESIEE Paris offre ai suoi studenti una formazione di ingegneria generale con l'obiettivo di metterli in grado di progettare, produrre e supervisionare sistemi industriali complessi, rispettando rigorosi vincoli economici e affrontando un ambiente internazionale. A tal fine, la scuola offre una formazione scientifica e tecnologica avanzata, che viene aggiornata frequentemente per stare al passo con i cambiamenti delle tecnologie d'avanguardia ed è completata dalla sua associazione con l'insegnamento delle lingue, la cultura generale, l'economia e le scienze umane.

## Laureati famosi
- Émile Dewoitine, un ingegnere francese, specializzato nella progettazione aeronautica
- Yann LeCun, un informatico e ricercatore francese naturalizzato statunitense